# Телангана
Телангана је једна од 29 држава у саставу Индије. Формирана је 2014. године. Телангана има око 35 милиона становника.

## Историја
Формирање Телангане је одобрила владајућа коалиција Индије 30. јула 2013. Формирана је од 10 округа, који су издвојени из састава државе Андра Прадеш. У састав Телангане је ушао и град Хајдерабад, дотадашњи главни град државе Андра Прадеш, који ће у периоду од 10 година служити као заједничка престоница, све док држава Андра Прадеш не успостави нови главни град на својој преосталој територији. Ова подела државе Андра Прадеш је практично значила да народ Телугу, који је у тој држави био већински, сада има две државе.